# Komárovice (okres Třebíč)
Obec Komárovice (německy Komarowitz, jinak též Komarovice, Komarowice, Chobot, Nová Ves) se nachází v Českomoravské vrchovině v okrese Třebíč v Kraji Vysočina. Leží asi 9 km západně od Moravských Budějovic. Žije zde 121 obyvatel. Jižně od obce pramení řeka Jevišovka.
Sousedními obcemi sídla jsou Rácovice, Domamil, Moravské Budějovice a Budkov.

## Geografie
Komárovicemi prochází ze severu na jih silnice z Domamili do Budkova, z ní na severním okraji území obce vychází silnice do Vranína. Jižní zalesněnou částí území obce prochází užitková silnice spojující silnici III/15222 mezi Budkovem a Dědicemi se silničkou u Vranína. Po této silnici také vede cyklostezka Jihlava – Třebíč – Raabs. 
Západní okraj území je kopcovitý a zalesněný, stejně tak je zalesněný jižní a východní část území, střed území je využíván zemědělsky. 
Na jihozápadním okraji území pramení řeka Jevišovka, ta také tvoří velkou část jižní hranice území obce, posléze protéka kolem samoty Na Ostrůvku přes rybníky Na Špitálce – horní a Na Špitálce – horní, také se do Jevišovky postupně vlévají tři nepojmenované potoky. Jeden z nich pramení přímo v Komárovicích a protéká přes Komárovický rybník (na okraji vesnice).
Na východním okraji území obce se nachází vrchol Láč (587 m), těsně za severní hranicí obce se nachází kopec Kopec (549 m) a kopec Velký Radvan (548 m) s vysílačem.
Zastavěná část území obce se nachází téměř uprostřed území obce, na jihovýchodním okraji území obce se pak nachází samota Na Ostrůvku.

## Historie
V roce 1366 byla uvedena první písemná zmínka o sídle na místě dnešních Komárovic. Kolem roku 1430 prošla kolem vesnice husitská vojska a v roce 1498 získal Václav z Ladunic od Vladislava II. pustou osadu Chobot (komárovský dvůr). V roce 1522 pak získal jemnické panství Albrecht z Boskovic, spolu s pustou osadou Chobot. V roce 1690 se pak místo původní osady Chobot uvádí jméno Nová Ves, roku 1765 pak je opět sídlo nazýváno jako Chobot Komárovice a roku 1796 se již uvádí jako název sídla Komárovice.
Vesnice vznikla ke konci 18. století, vesnice měla rychtáře. V roce 1911 byl ve vesnici založen velkoobchod dřívím. Po skončení první světové války byla v listopadu roku 1918 vysazena Lípa svobody a byl rozdělen velkostatek makratběte Pallaviciniho. Roku 1924 byla ve vsi založena jednota Sokol. V roce 1931 byla vesnice elektrifikována. Roku 1956 bylo v obci založeno JZD, roku 1965 bylo místní JZD sloučeno do JZD Radvan v Domamili a posléze v 1972 do JZD Nový život v Jakubově u Moravských Budějovic. Po druhé světové válce byla postavena prodejna Jednoty a následně roku 1970 byla odhalena pamětní deska Vincence Lesného na jeho rodném domě.
V roce 2017 byla schválena dotace kraje Vysočina pro udržení malých obchodů ve vesnici, Komárovice jsou jednou z podpořených obcí. V roce 2021 navštívil obec velvyslanec Indie v Česku Hemant Kotalwar, navštívil památník Vincence Lesného. V roce 2022 při příležitosti 75. výročí nezávislosti Indie byly odhaleny ve vsi busty Vincence Lesného a také indického spisovatele Rabíndranátha Thákura.
Do roku 1849 patřily Komárovice do jemnického panství, od roku 1850 patřily do okresu Znojmo, pak od roku 1896 do okresu Moravské Budějovice a od roku 1960 do okresu Třebíč. Mezi lety 1850 a 1869 patřily Komárovice pod Domamil a mezi lety 1980 a 1990 byla obec začleněna opět pod Domamil, následně se obec osamostatnila.
| Rok            | 1869 | 1880 | 1890 | 1900 | 1910 | 1921 | 1930 | 1950 | 1961 | 1970 | 1980 | 1991 | 2001 | 2011 | 2021 |
| -------------- | ---- | ---- | ---- | ---- | ---- | ---- | ---- | ---- | ---- | ---- | ---- | ---- | ---- | ---- | ---- |
| Počet obyvatel | 296  | 286  | 280  | 284  | 271  | 281  | 249  | 221  | 225  | 204  | 170  | 126  | 118  | 118  | 105  |
| Počet domů     | 46   | 51   | 51   | 53   | 53   | 53   | 56   | 59   | 54   | 54   | 49   | 53   | 50   | 56   | 56   |

## Politika

### Volby do Poslanecké sněmovny
|       | 2006              | 2010              | 2013               | 2017               | 2021                  |
| ----- | ----------------- | ----------------- | ------------------ | ------------------ | --------------------- |
| 1.    | ČSSD (46,15 %)    | KSČM (33,33 %)    | KSČM (33,33 %)     | ANO (32,75 %)      | ANO (31,37 %)         |
| 2.    | KSČM (24,61 %)    | ČSSD (16,66 %)    | ČSSD (16,66 %)     | KSČM (17,24 %)     | Piráti+STAN (29,41 %) |
| 3.    | ODS (20,0 %)      | TOP 09 (15,0 %)   | ANO 2011 (16,66 %) | Piráti (17,24 %)   | SPD (9,8 %)           |
| účast | 69,89 % (65 z 93) | 65,59 % (61 z 93) | 58,70 % (54 z 92)  | 57,43 % (58 z 101) | 56,04 % (51 z 91)     |

### Volby do krajského zastupitelstva
|      | 1.                    | 2.                       | 3.                    | účast             |
| ---- | --------------------- | ------------------------ | --------------------- | ----------------- |
| 2000 | ODS (20,51 %)         | ČSSD (20,51 %)           | KSČM (17,94 %)        | 40,21 % (39 z 97) |
| 2004 | KDU-ČSL (32,25 %)     | ODS (29,03 %)            | KSČM (22,58 %)        | 33,33 % (31 z 93) |
| 2008 | KSČM (25,53 %)        | ČSSD (25,53 %)           | ODS (21,27 %)         | 50,54 % (47 z 93) |
| 2012 | STO (56,41 %)         | KSČM (25,64 %)           | ODS (10,25 %)         | 43,96 % (40 z 91) |
| 2016 | STO (56,09 %)         | KSČM (14,63 %)           | ANO 2011 (12,19 %)    | 41,41 % (41 z 99) |
| 2020 | STAN+SNK ED (19,44 %) | ANO (19,44 %)            | Piráti (16,66 %)      | 40 % (36 z 90)    |
| 2024 | ANO (48,64 %)         | ODS+TOP 09+STO (21,62 %) | STAN+SNK ED (13,51 %) | 41,05 % (39 z 95) |

### Prezidentské volby
V prvním kole prezidentských voleb v roce 2013 první místo obsadil Miloš Zeman (31 hlasů), druhé místo obsadil Jan Fischer (14 hlasů) a třetí místo obsadil Zuzana Roithová (4 hlasů). Volební účast byla 63,74 %, tj. 58 ze 91 oprávněných voličů. V druhém kole prezidentských voleb v roce 2013 první místo obsadil Miloš Zeman (42 hlasů) a druhé místo obsadil Karel Schwarzenberg (17 hlasů). Volební účast byla 64,84 %, tj. 59 ze 91 oprávněných voličů.
V prvním kole prezidentských voleb v roce 2018 první místo obsadil Miloš Zeman (34 hlasů), druhé místo obsadil Jiří Drahoš (15 hlasů) a třetí místo obsadil Marek Hilšer (5 hlasů). Volební účast byla 59,80 %, tj. 61 ze 102 oprávněných voličů. V druhém kole prezidentských voleb v roce 2018 první místo obsadil Miloš Zeman (49 hlasů) a druhé místo obsadil Jiří Drahoš (19 hlasů). Volební účast byla 66,67 %, tj. 68 ze 102 oprávněných voličů.
V prvním kole prezidentských voleb v roce 2023 první místo obsadila Danuše Nerudová (24 hlasů), druhé místo obsadil Andrej Babiš (24 hlasů) a třetí místo obsadil Petr Pavel (14 hlasů). Volební účast byla 70,53 %, tj. 67 ze 95 oprávněných voličů. V druhém kole prezidentských voleb v roce 2023 první místo obsadil Petr Pavel (33 hlasů) a druhé místo obsadil Andrej Babiš (33 hlasů). Volební účast byla 70,53 %, tj. 67 ze 95 oprávněných voličů.

## Geografie
Nedaleko od obce pramení řeka Jevišovka.

## Pamětihodnosti
- Kaple svatého Josefa Dělníka – kaple byla postavena v roce 1871 Josefem Bachelem, kaple byla k výročí 150 let od postavení kompletně opravena v roce 2021.[29]
- Pamětní síň Vincence Lesného

## Osobnosti
Dne 3. dubna 1882 se v Komárovicích v čísle popisném 14 narodil významný český indolog Vincenc Lesný, který se hlavní měrou zasloužil o rozvoj indologie v Československu. Založil v Praze Školu orientálních jazyků a byl prvním řádným profesorem indologie na Karlově univerzitě. V letech 1945–1952 působil jako ředitel Orientálního ústavu v Praze. Po vytvoření Československé akademie věd v roce 1952 byl jmenován akademikem. Zemřel v Praze 9. dubna 1953. V současné době je na rodném domku Vincence Lesného umístěna jeho pamětní deska, uvnitř je jeho pamětní síň. V domku též sídlí obecní úřad. Při příležitosti výročí narození a úmrtí prof. Lesného se v obci konají vzpomínkové akce, jichž se účastní představitelé Orientálního ústavu, Česko-indické společnosti a indického velvyslanectví v Praze.
- Karel Bachel – pedagog, ekonom[30]
- Vincenc Lesný (1882–1953) – indolog, orientalita, překladatel, člen Akademie věd, profesor Karlovy univerzity
- František Kaláb (1913–1989) – voják, osobní strážce Edvarda Beneše
- Sylvestr Slabý (1925–2016), přírodovědec
- Petr Stanislav (1915–?) – voják
- Jonáš Valenta (* 2005) – atlet[31] (3. místo v Mistrovství České republiky družstev, 3. místo v Mistrovství Moravy a Slezska družstev, Mistr kraje Vysočiny, držitel krajských rekordů Vysočiny)

## Společenský život
Samospráva obce od roku 2017 vyvěšuje 5. července moravskou vlajku.